# 埔鹽系統交流道
埔鹽系統交流道位於臺灣彰化縣大村鄉、埔鹽鄉交界處，坐落於員林大排上，國道一號里程207.7公里、台76線里程15.2公里處，於1998年12月25日啟用。交流道型式為環狀雙葉型，台76線左轉國道一號均以環道設計連接。
埔鹽系統交流道為三層立體構造，高架橋下有縣道144號與員林大排貫穿其中，兩者在此與台76線互相平行，員林大排上設有多處跨越橋聯絡兩側之鄰接道路。最上層構造為台76線，橋下道路自成一個系統並不能與高快速公路互通。
埔鹽系統交流道通車後，使國道一號的員林交流道及其聯絡道縣道148號之重要度即被取代。
由於國道一號彰化路段以往經常在臺灣的公共假日產生大量車潮，故經常在連續假日封閉本交流道的北上入口匝道。
過往高速公路採收費站收費方式時，因埔鹽系統交流道往南經過員林交流道後即進入員林收費站，故在地南下車流較多行駛台1線至北斗交流道上國道一號，較少由此南下，改成里程計費後則無此問題。故在改成里程計費後，埔鹽系統交流道南下車流量增加，目前連續假日除經常封閉北上入口匝道外，也經常封閉南下入口匝道。
|  | 207 埔鹽系統 |  | 員林 草屯 福興 埔鹽 |
|  | 15 埔鹽系統  |  | 彰化 北斗           |

## 外部連結
- 國道一號埔鹽系統交流道示意圖 （页面存档备份，存于） （交通部高速公路局）
- 台76線埔鹽系統交流道示意圖 （页面存档备份，存于） （交通部公路總局）